# Cofen
Cofen o Cofes (Cophen o Cophes, Κωφήν, Κώφης), fou fill del sàtrapa Artabazos II que fou encarregat de portar a Damasc els tresors de Darios III de Pèrsia quan aquest va sortir de Babilònia per enfrontar-se a Alexandre el Gran (333 aC). El rei macedoni va estendre a Cofen el tracte especial de favor donat al seu pare i fou un dels primers joves perses que foren enrolats en el cos de cavalleria anomenat Α῍γημα quan es va reorganitzar l'exèrcit el 424 aC.